# Sunny Day
Sunny Day ist eine britisch-kanadische animierte Zeichentrickserie. Die Ausstrahlung der Serie begann in Großbritannien und den USA am 21. August 2017, die deutschsprachige Synchronisation wurde erstmals am 8. Januar 2018 auf Nick gesendet.
Sunny Day beruht auf der Kinderbuchreihe The Fairytale Hairdresser der britischen Autorin Abie Longstaff. Die Zielgruppe der Serie sind Kinder im Vorschulalter.

## Handlung
Die Hauptfigur der Serie ist das zehnjährige Mädchen Sunny. Sie betreibt in ihrer Heimatstadt Sonnenfurt (im Original: Friendly Falls) gemeinsam mit ihren besten Freundinnen Rox und Blair einen Frisörsalon. Immer an ihrer Seite ist Sunnys sprechender Hund Doodle. Weitere wiederkehrende Figuren sind zum Beispiel die ebenfalls zehnjährige Cindy, die eine Bäckerei betreibt, Timmy, ein Freund von Sunny und der Hundefänger Scratch. Gemeinsam erleben sie verschiedene Abenteuer und lösen dabei oft die Probleme ihrer Mitmenschen.

## Episoden
Das Produktionsunternehmen Silvergate Media kündigte zum Serienstart die Produktion von zunächst einer Staffel mit 40 Episoden an.

## Synchronisation
Die deutschsprachige Synchronisation der Serie übernahm die EuroSync GmbH in Berlin. Dialogregie führte Petra Barthel, das Dialogbuch verfasste Julia Stoepel.
| Rolle  | Englischer Sprecher | Deutscher Sprecher |
| Sunny  | Lilla Crawford      | Sarah Alles        |
| Doodle | Rob Morrison        | Philipp Lind       |
| Rox    | Elan Luz Rivera     | Marie Hinze        |
| Blair  | Taylor Louderman    | Stella Sommerfeld  |

## Produktion
Für die erste Staffel konnte Silvergate Media zahlreiche prominente Gastsprecher gewinnen. So leihen im englischsprachigen Original zum Beispiel Ashley Parker Angel von O-Town, Lance Bass von *NSYNC, Kether Donohue, Sutton Foster und Jamie-Lynn Sigler aus der Serie Die Sopranos den Charakteren der Serie ihre Stimmen.

## Rezeption
Die US-amerikanische Organisation Common Sense Media, die Fernsehserien vor allem nach erzieherischen und kindgerechten Motiven beurteilt, vergibt an Sunny Day drei von fünf Sternen. Positiv hervorgehoben werden „Lektionen über Kooperation, Freundschaft und Freundlichkeit“ sowie die verschiedenen Hautfarben der Figuren. Bemängelt wird die „stereotypisch weibliche“ Ausstrahlung der Serie an sich.